# Methanosarcinales
A Methanosarcinales a Methanomicrobia osztályba tartozó Archaea rend. Az archeák – ősbaktériumok – egysejtű, sejtmag nélküli prokarióta szervezetek. Nagy mennyiségű metánt termel a tengeri üledékekben, de azt elfogyasztják, mielőtt aerob vízbe vagy az atmoszférába kerülne. Bár nem képes a metánt anaerob módon elfogyasztani, de biogeokémiai bizonyítékok szerint valószínűleg az elektronokat a metán és szulfát felhasználásához más szervezetektől például metanogénektől (fordított anyagcseréjűek), vagy a szulfát redukálóktól (egy ismeretlen köztes szubsztrát használatával) szerzik be.

### Tudományos folyóiratok
- Cavalier-Smith, T (2002). „The neomuran origin of archaebacteria, the negibacterial root of the universal tree and bacterial megaclassification”. Int. J. Syst. Evol. Microbiol. 52 (Pt 1), 7–76. o. PMID 11837318.
- Cavalier-Smith, T (1986). „The kingdoms of organisms”. Nature 324 (6096), 416–417. o. DOI:10.1038/324416a0. PMID 2431320.
- Hayes, John (1999. április 29.). „Methane-consuming archaebacteria in marine sediments”. Nature (London) 398 (6730), 805. o. (Hozzáférés: 2014. november 15.)

### Tudományos könyvek
- Boone DR.szerk.: DR Boone: Order III. Methanosarcinales ord. nov., Bergey's Manual of Systematic Bacteriology Volume 1: The Archaea and the deeply branching and phototrophic Bacteria, 2nd, New York: Springer Verlag, 169. o. (2001. március 20.). ISBN 978-0-387-98771-2
- Grant WD.szerk.: DR Boone: Class III. Halobacteria class. nov., Bergey's Manual of Systematic Bacteriology Volume 1: The Archaea and the deeply branching and phototrophic Bacteria, 2nd, New York: Springer Verlag, 169. o. (2001. március 20.). ISBN 978-0-387-98771-2
- Garrity GM. Taxonomic Outline of the Prokaryotes, Bergey's Manual of Systematic Bacteriology, release 4.0, 2nd, New York: Springer Verlag. DOI: 10.1007/bergeysoutline200310 (2004. március 20.)

### Tudományos adatbázisok
- Methanosarcinales PubMed hivatkozásai
- Methanosarcinales PubMed Central hivatkozásai
- Methanosarcinales Google Scholar hivatkozásai